# Vuelta Ciclista del Uruguay 2017
La 74.ª edición de la Vuelta Ciclista del Uruguay se disputó entre el 7 y el 16 de abril de 2017.
La carrera fue organizada por la Federación Ciclista Uruguaya e hizo parte de la temporada UCI America Tour 2017 dentro de la categoría 2.2 y consistió de un total de diez etapas de las cuales la tercera se dividió en dos subetapas para un total de once fracciones. La distancia total recorrida fue de 1434,3 km y se resalta que por primera vez en la historia la carrera no atravesó por el departamento de Montevideo.
La clasificación general fue ganada por segunda ocasión por el ciclista brasileño Magno Nazaret Prado del Soul Brasil Pro Cycling Team con un tiempo de 31 h 9 min 9 s.

## Equipos participantes
Tomaron la partida un total de 30 equipos 5 de ellos de categoría continental y 25 equipos regionales y de clubes, conformado un pelotón de 159 ciclistas de los cuales terminaron 107.
| Equipo continental profesional- Soul Brasil Equipos continentales (4)- Asociación Civil Agrupación Virgen de Fátima - Municipalidad de Pocito - Italomat-Dogo - Los Cascos Esco-Agroplan Equipos regionales y de clubes (25)- Club ciclista 2 de mayo - Club ciclista 33 de San José - Club Ciclista Arco Iris - Club Ciclista Artigas de San Ramón - Club Ciclista Audax de Flores - Club Ciclista Cardona Wanderers - Centenario Cycles - Club Ciclista Cerro Largo - Club Deportivo Treinta y Tres - Club Danubio de Miguelete - Club Estudiantes El Colla - Club Ciclista Fénix - Fray Bentos - Lotería del Táchira-Royal Bikes-Bandes - Club Ciclista Maroñas - Club Ciclista Nacional Melo - Club Ciclista Nacional TAC - Club Ciclista Nacional de Tala - Club Ciclista Peñarol de Colonia - Club Cycles Peñarol de Maldonado - Club Ciclista Peñarol TBO - Club Ciclista San Antonio de Florida - São Francisco Saúde - Schneck Alas Rojas de Santa Lucía - Universal |
| |

## Etapas
| Etapa       | Fecha     | Recorrido                                      | type                     | Distancia (km) | Ganador                | Líder                  |
| ----------- | --------- | ---------------------------------------------- | ------------------------ | -------------- | ---------------------- | ---------------------- |
| 1.ª etapa   | 7 de abr  | Las Piedras – Minas                            | etapa escarpada          | 129,4          | Matías Presa           | Matías Presa           |
| 2.ª etapa   | 8 de abr  | Santa Rosa – Colonia del Sacramento            | etapa escarpada          | 192            | Rodrigo Araújo de Melo | Matías Presa           |
| 3.ª etapa A | 9 de abr  | Carmelo – Fray Bentos                          | etapa escarpada          | 141,2          | Mauro Richeze          | Rodrigo Araújo de Melo |
| 3.ª etapa B | 9 de abr  | Las Víboras – Mercedes                         | contrarreloj por equipos | 20,4           | Soul Brasil            | Roberto Pinheiro       |
| 4.ª etapa   | 10 de abr | Young – Durazno                                | etapa escarpada          | 164,1          | Josué Moyano           | Magno Nazaret          |
| 5.ª etapa   | 11 de abr | Paso de los Toros – Villa Ansina               | etapa escarpada          | 197,7          | Héctor Lucero          | Magno Nazaret          |
| 6.ª etapa   | 12 de abr | Melo – Melo                                    | contrarreloj individual  | 34,2           | Magno Nazaret          | Magno Nazaret          |
| 7.ª etapa   | 13 de abr | Melo – Treinta y Tres                          | etapa escarpada          | 107,1          | Nicolás Naranjo        | Magno Nazaret          |
| 8.ª etapa   | 14 de abr | Velázquez – Rocha                              | etapa escarpada          | 169,7          | Héctor Lucero          | Magno Nazaret          |
| 9.ª etapa   | 15 de abr | Rocha – San Fernando de Maldonado              | etapa escarpada          | 159,1          | Héctor Lucero          | Magno Nazaret          |
| 10.ª etapa  | 16 de abr | San Fernando de Maldonado – Ciudad de la Costa | etapa escarpada          | 119,4          | Pablo Anchieri         | Magno Nazaret          |

## Clasificaciones finales
Las clasificaciones finalizaron de la siguiente forma:

### Clasificación general
Nota: El cuarto clasificado, el ciclista Sixto Núñez, fue descalificado por violación a las reglas antidopaje.
| \| Clasificación general \| Clasificación general \| Clasificación general \| Clasificación general \| Clasificación general \| \| Ciclista \| Ciclista \| Equipo \| Tiempo \| \| \| --------------------- \| --------------------- \| -------------------------------------------- \| --------------------- \| --------------------- \| \| 1.º \| Magno Nazaret \| Soul Brasil \| 31 h 09 min 09 s \| \| \| 2.º \| Murilo Affonso \| Soul Brasil \| + 2 min 36 s \| \| \| 3.º \| Flavio Cardoso \| Soul Brasil \| + 3 min 43 s \| \| \| 4.º \| Josué Moyano \| Municipalidad de Pocito \| + 4 min 28 s \| \| \| 5.º \| Nicolás Naranjo \| Asociación Civil Agrupación Virgen de Fátima \| + 4 min 30 s \| \| \| 6.º \| Ignacio Maldonado \| Club Ciclista San Antonio de Florida \| + 4 min 36 s \| \| \| 7.º \| Richard Mascarañas \| Schneck Alas Rojas de Santa Lucía \| + 4 min 39 s \| \| \| 8.º \| Néstor Pías \| Schneck Alas Rojas de Santa Lucía \| + 5 min 02 s \| \| \| 9.º \| Matías Presa \| Schneck Alas Rojas de Santa Lucía \| + 5 min 08 s \| \| \| 10.º \| Roberto Pinheiro \| Soul Brasil \| + 5 min 21 s \| \| |                    |                                              |                  |
| |                    |                                              |                  |
| Fuente: ProCyclingStats |                    |                                              |                  |
| Clasificación general |                    |                                              |                  |
| Ciclista | Ciclista           | Equipo                                       | Tiempo           |
| 1.º | Magno Nazaret      | Soul Brasil                                  | 31 h 09 min 09 s |
| 2.º | Murilo Affonso     | Soul Brasil                                  | + 2 min 36 s     |
| 3.º | Flavio Cardoso     | Soul Brasil                                  | + 3 min 43 s     |
| 4.º | Josué Moyano       | Municipalidad de Pocito                      | + 4 min 28 s     |
| 5.º | Nicolás Naranjo    | Asociación Civil Agrupación Virgen de Fátima | + 4 min 30 s     |
| 6.º | Ignacio Maldonado  | Club Ciclista San Antonio de Florida         | + 4 min 36 s     |
| 7.º | Richard Mascarañas | Schneck Alas Rojas de Santa Lucía            | + 4 min 39 s     |
| 8.º | Néstor Pías        | Schneck Alas Rojas de Santa Lucía            | + 5 min 02 s     |
| 9.º | Matías Presa       | Schneck Alas Rojas de Santa Lucía            | + 5 min 08 s     |
| 10.º | Roberto Pinheiro   | Soul Brasil                                  | + 5 min 21 s     |

### Clasificación de la montaña(Premio Cima)
Nota: El primer clasificado, el ciclista Matías Pérez, fue descalificado por violación a las reglas antidopaje.
| Clasificación de la montaña | Clasificación de la montaña | Clasificación de la montaña | Clasificación de la montaña | Clasificación de la montaña |
| Ciclista                    | Ciclista                    | Equipo                      | Puntos                      |                             |
| --------------------------- | --------------------------- | --------------------------- | --------------------------- | --------------------------- |
| 1.º                         | Cristian Egídio             | São Francisco Saúde         | 23 pts                      |                             |
| 2.º                         | Rodrigo Araújo de Melo      | São Francisco Saúde         | 22 pts                      |                             |
| 3.º                         | Pablo Anchieri              | Club Estudiantes El Colla   | 17 pts                      |                             |

### Clasificación de las metas volantes(Premio Sprinter)
Nota: El segundo corredor clasificado, el ciclista Matías Pérez, fue descalificado por violación a las reglas antidopaje.
| Clasificación de las metas volantes | Clasificación de las metas volantes | Clasificación de las metas volantes          | Clasificación de las metas volantes | Clasificación de las metas volantes |
| Ciclista                            | Ciclista                            | Equipo                                       | Puntos                              |                                     |
| ----------------------------------- | ----------------------------------- | -------------------------------------------- | ----------------------------------- | ----------------------------------- |
| 1.º                                 | Pablo Anchieri                      | Club Estudiantes El Colla                    | 18 pts                              |                                     |
| 2.º                                 | Magno Nazaret                       | Soul Brasil                                  | 10 pts                              |                                     |
| 3.º                                 | Nicolás Naranjo                     | Asociación Civil Agrupación Virgen de Fátima | 10 pts                              |                                     |

### Clasificación de la regularidad
| Clasificación por puntos | Clasificación por puntos | Clasificación por puntos                     | Clasificación por puntos | Clasificación por puntos |
| Ciclista                 | Ciclista                 | Equipo                                       | Puntos                   |                          |
| ------------------------ | ------------------------ | -------------------------------------------- | ------------------------ | ------------------------ |
| 1.º                      | Héctor Lucero            | Municipalidad de Pocito                      | 74 pts                   |                          |
| 2.º                      | Nicolás Naranjo          | Asociación Civil Agrupación Virgen de Fátima | 62 pts                   |                          |
| 3.º                      | Ignacio Maldonado        | Club Ciclista San Antonio de Florida         | 50 pts                   |                          |

### Clasificación sub-23
| Clasificación sub-23 | Clasificación sub-23 | Clasificación sub-23     | Clasificación sub-23 | Clasificación sub-23 |
| Ciclista             | Ciclista             | Equipo                   | Tiempo               |                      |
| -------------------- | -------------------- | ------------------------ | -------------------- | -------------------- |
| 1.º                  | Alexander Gutíerrez  | Fray Bentos              | 31 h 21 min 06 s     |                      |
| 2.º                  | Giordano Sizurqui    | 33 San José              | + 28 s               |                      |
| 3.º                  | Mario José Sosa      | Los Cascos Esco-Agroplan | + 7 min 58 s         |                      |

### Clasificación por equipos
| Clasificación por equipos | Clasificación por equipos                    | Clasificación por equipos | Clasificación por equipos |
| Equipo                    | Equipo                                       | Tiempo                    |                           |
| ------------------------- | -------------------------------------------- | ------------------------- | ------------------------- |
| 1.º                       | Soul Brasil                                  | 92 h 46 min 11 s          |                           |
| 2.º                       | Schneck Alas Rojas de Santa Lucía            | + 4 min 29 s              |                           |
| 3.º                       | Asociación Civil Agrupación Virgen de Fátima | + 6 min 33 s              |                           |

## Evolución de las clasificaciones
| Etapa                   | Vencedor                     | Clasificación general  | Clasificación de la regularidad | Clasificación de la montaña         | Clasificación de las metas volantes | Clasificación sub-23 | Clasificación del mejor uruguayo | Clasificación por equipos    |
| ----------------------- | ---------------------------- | ---------------------- | ------------------------------- | ----------------------------------- | ----------------------------------- | -------------------- | -------------------------------- | ---------------------------- |
| 1ª                      | Alan Presa                   | Alan Presa             | Alan Presa                      | Pablo Anchieri                      | Magno Nazaret                       | Giordano Sizurqui    | Alan Presa                       | Sao Francisco Saude          |
| 2ª                      | Rodrigo Araújo de Melo       | Alan Presa             | Alan Presa                      | Murilo Affonso                      | Pablo Anchieri                      | Sandro Rodríguez     | Alan Presa                       | Sao Francisco Saude          |
| 3ª A                    | Mauro Richeze                | Rodrigo Araújo de Melo | Alan Presa                      | Rodrigo Araújo de Melo              | Pablo Anchieri                      | Giordano Sizurqui    | Ignacio Maldonado                | Sao Francisco Saude          |
| 3ª B                    | Soul Brasil Pro Cycling Team | Roberto Pinheiro       | Alan Presa                      | Rodrigo Araújo de Melo              | Pablo Anchieri                      | Cristian Gutiérrez   | Bilker Castro                    | Soul Brasil Pro Cycling Team |
| 4ª                      | Josué Moyano                 | Magno Nazaret          | Alan Presa                      | Rodrigo Araújo de Melo              | Pablo Anchieri                      | Alexánder Gutiérrez  | Ignacio Maldonado                | Soul Brasil Pro Cycling Team |
| 5ª                      | Héctor Lucero                | Magno Nazaret          | Héctor Lucero                   | Matías Pérez Rodrigo Araújo de Melo | Pablo Anchieri                      | Alexánder Gutiérrez  | Ignacio Maldonado                | Soul Brasil Pro Cycling Team |
| 6ª                      | Magno Nazaret                | Magno Nazaret          | Alan Presa                      | Matías Pérez Rodrigo Araújo de Melo | Pablo Anchieri                      | Alexánder Gutiérrez  | Sixto Núñez Ignacio Maldonado    | Soul Brasil Pro Cycling Team |
| 7ª                      | Nicolás Naranjo              | Magno Nazaret          | Héctor Lucero                   | Matías Pérez Rodrigo Araújo de Melo | Pablo Anchieri                      | Alexánder Gutiérrez  | Sixto Núñez Ignacio Maldonado    | Soul Brasil Pro Cycling Team |
| 8ª                      | Héctor Lucero                | Magno Nazaret          | Héctor Lucero                   | Matías Pérez Rodrigo Araújo de Melo | Pablo Anchieri                      | Alexánder Gutiérrez  | Sixto Núñez Ignacio Maldonado    | Soul Brasil Pro Cycling Team |
| 9ª                      | Héctor Lucero                | Magno Nazaret          | Héctor Lucero                   | Matías Pérez Rodrigo Araújo de Melo | Pablo Anchieri                      | Alexánder Gutiérrez  | Sixto Núñez Ignacio Maldonado    | Soul Brasil Pro Cycling Team |
| 10.ª                    | Pablo Anchieri               | Magno Nazaret          | Héctor Lucero                   | Matías Pérez Cristian Egídio        | Pablo Anchieri                      | Alexánder Gutiérrez  | Sixto Núñez Ignacio Maldonado    | Soul Brasil Pro Cycling Team |
| Clasificaciones finales | Clasificaciones finales      | Magno Nazaret          | Héctor Lucero                   | Matías Pérez Cristian Egídio        | Pablo Anchieri                      | Alexánder Gutiérrez  | Sixto Núñez Ignacio Maldonado    | Soul Brasil Pro Cycling Team |

## UCI America Tour
La Vuelta Ciclista del Uruguay otorga puntos para el UCI America Tour 2017 y el UCI World Ranking, este último para corredores de los equipos en las categorías Profesional Continental y Equipos Continentales. Las siguientes tablas muestran el baremo de puntuación y los 10 corredores que obtuvieron puntos:
| Posición              | 1.º | 2.º | 3.º | 4.º | 5.º | 6.º | 7.º | 8.º | 9.º | 10.º |
| Clasificación general | 40  | 30  | 25  | 20  | 15  | 10  | 5   | 3   | 3   | 3    |
| Por etapa             | 7   | 3   | 1   |     |     |     |     |     |     |      |
| Líder                 | 1   |     |     |     |     |     |     |     |     |      |

| Clasificación | Clasificación | Clasificación | Clasificación | Clasificación | Clasificación | Clasificación |
| Posición      | Ciclista      | Equipo        | General       | Etapa         | Líder         | Total         |
| ------------- | ------------- | ------------- | ------------- | ------------- | ------------- | ------------- |
| 1.º           | Bandera de ?  |               |               |               |               |               |
| 2.º           | Bandera de ?  |               |               |               |               |               |
| 3.º           | Bandera de ?  |               |               |               |               |               |
| 4.º           | Bandera de ?  |               |               |               |               |               |
| 5.º           | Bandera de ?  |               |               |               |               |               |
| 6.º           | Bandera de ?  |               |               |               |               |               |
| 7.º           | Bandera de ?  |               |               |               |               |               |
| 8.º           | Bandera de ?  |               |               |               |               |               |
| 9.º           | Bandera de ?  |               |               |               |               |               |
| 10.º          | Bandera de ?  |               |               |               |               |               |